# Mohawk Vista
Mohawk Vista est une census-designated place du comté de Plumas, dans l'État de Californie, aux États-Unis,. En 2020, elle compte une population de 107 habitants.